# Американо-японские отношения
Япо́но-америка́нские отноше́ния — дипломатические отношения между США и Японией. По состоянию на начало 2010-х годов обе страны очень тесно связаны друг с другом. Япония является вторым крупнейшим кредитором США: американский государственный долг Японии (по состоянию на 2016 год) составил 1,1 трлн долларов. Кроме того, в Японии расположен ряд американских военных объектов.

## История

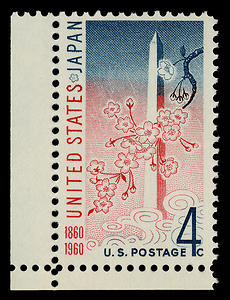
Марка, посвященная 100-летию со дня подписания договора о дружбе и торговле

После 1905 года американская политика стала враждебной Японии.
После Второй мировой войны был заключён Японо-американский договор безопасности (Japan-United States Securely Treaty) (1951).
В 1960 г. страны подписали Договор о взаимном сотрудничестве и гарантии безопасности. Он заменил Договор безопасности 1951 г., а также ряд последовавших за ним соглашений. По новому договору США получили от Японии подтверждение права иметь на японской территории свои вооружённые силы и базы. Было также подписано Соглашение о средствах обслуживания, территории и статусе вооружённых сил США в Японии. Новый договор был заключён фактически на неопределённый срок, т.е. он не требовал формального продления .
После окончания холодной войны японо-американская система безопасности претерпела существенные изменения, её приоритет смещается с «обороны Японии» на «обеспечение мира и стабильности в АТР».
В 2010 году стало известно, что важные документы, относящиеся к секретным японо-американским соглашениям в области обороны и безопасности, были уничтожены чиновниками МИД Японии перед вступлением в силу закона о рассекречивании служебной информации. Однако часть соглашений, заключённых при подписании Американо-японского договора безопасности в 1960, все же были опубликованы в японской прессе. . Одним из этих соглашений допускался, в нарушение "трёх безъядерных принципов" Японии ((1) не владеть ядерным оружием, (2) не производить его и (3) не ввозить на территорию страны. ), ввоз ядерного оружия на японскую территорию. Другое соглашение позволяло США использовать свои военные базы в Японии в случае возникновения чрезвычайной обстановки на Корейском полуострове без предварительных консультаций с японским руководством. Также существовало соглашение, по которому, без подобных консультаций допускались заходы в японские порты американских кораблей с ядерным оружием на борту.

Президент США Дональд Трамп заявил в рамках интервью журналистам, сопровождающим его на саммите G7, что торговое соглашение на сумму $7 млрд охватывающее такие сферы как сельское хозяйство, промышленность и цифровая торговля может быть заключено с Японией в сентябре 2019 года в Нью-Йорке.
26 сентября 2020 г. в своей первой речи на посту премьер-министра Японии Ёсихидэ Суга заявил, что считает союз с США основой своей внешней политики и намерен с опорой на него развивать отношения со странами прилегающего региона.
11 февраля 2021 г. министр иностранных дел Японии Тошимицу Мотэги провел телефонные переговоры с госсекретарем США Энтони Блинкеном, в ходе которых они обсудили четырехстороннее сотрудничество с Австралией и Индией.
5 октября 2021 года президент США Джозеф Байден и премьер - министр Японии Фумио Кисида провели телефонные переговоры, в ходе которых стороны подтвердили своё стремление всесторонне укреплять японо - американский альянс и реализовывать концепцию свободного и открытого Индо - Тихоокеанского региона. Также президент США подчеркнул, что страна и впредь намерена защищать Японию и её интересы в соответствии с 5-й статьёй договора о безопасности, заключённого между Токио и Вашингтоном.
2 ноября 2021 года на отдаленных островах префектуры Окинава прошли совместные учения сил самообороны Японии и ВС США. В маневрах приняли участие 400 японских и около 100 американских военнослужащих. Власти страны опровергли предположения об оборонной направленности учений, заявив, что целью проводимых мероприятий была отработка действий по ликвидации последствий стихийных бедствий.
В период с 7 по 9 декабря 2021 года ВС США провели учения по десантированию личного состава на аэродроме Иэдзима (префектура Окинава). Сообщается, что в ходе учений военнослужащие отрабатывали десантирование с транспортного самолета KC130J.
23 мая 2022 года президент США Джозеф Байден на встрече с премьер-министром Японии Фумио Кисидой заявил о твердой приверженности США защите Японии и готовности вместе противостоять нынешним и будущим вызовам. Д. Байден также отметил, что союз США и Японии уже давно является краеугольным камнем мира и процветая в регионах Индийского и Тихого океанов.
23 мая 2022 года президента США Джозефа Байдена  в своей резиденции в Токио принял император Японии Нарухито. В ходе приема Джозеф Байден подчеркнул силу американо-японских отношений, основанных на глубоких связях между жителями двух стран.
5 ноября 2022 года США и Япония провели совместные военные учения, в которых были задействованы истребители сил самообороны Японии, а также сверхзвуковые стратегические бомбардировщики ВВС США. Учения прошли к северо-западу от японского острова Кюсю над акваторией Восточно-Китайского моря.
В ноябре 2022 года в Японии был проведен показательный полет американского разведывательно-ударного БПЛА MQ-9 «Рипер». Полет состоялся в рамках подготовки к размещению вышеуказанных БПЛА на авиабазе ВВС сил самообороны Японии, расположенной в префектуре Кагосима.
9 декабря 2022 года в министерстве обороны США заявили о намерении принять участие в разработке истребителя нового поколения для воздушных сил самообороны Японии. В ведомстве отметили, что научно-техническая помощь в разработке истребителя позволит укрепить оборонный альянс США и Японии в регионе и эффективнее реагировать на вызовы, исходящие от КНР.
10 декабря 2022 года премьер-министр Японии Фумио Кисида и бывший президент США Барак Обама в ходе форума по вопросам ядерного разоружения заявили, что Россия и КНДР подрывают систему международной безопасности угрозами применения ядерного оружия.
Правительство Японии приняло решение об увеличении количества двусторонних американо-японских военных учений с участием американских бомбардировщиков, несущих ядерное оружие.
В апреле 2023 года ВВС Японии и США провели двусторонние военные учения, с привлечением четырех истребителей F-2 ВВС сил самообороны Японии и четырех истребителей
F-16 ВВС США в ответ на запуск северокорейской межконтинентальной баллистической ракеты.
В начале ноября 2024 года совместные военно-морские учения США и Японии были отменены после пожара на борту минного тральщика JS Ukushima, который в итоге затонул. Проведение совместных учений ВМС США и Японии было запланировано на период с 9 по 12 ноября 2024 г. и должно было включать в себя отработку мероприятий по тралению мин. Учения были отменены 10 ноября 2024 г., для организации поиска и спасения  пострадавших военнослужащих.

## Американские военные объекты в Японии
Содержание американских военных объектов в Японии было частично возложено на неё: Токио в начале 2000-х годов оплачивал значительную (около трёх четвёртых от общей суммы) часть расходов по жизнеобеспечению американских военных объектов, а также заработную плату занятых на них примерно 25 тыс. японских граждан. Общая годовая сумма расходов по статье «финансовые обязательства принимающей стороны» составляла около 188 млрд. иен (или 2,2 млрд долл. США при курсе 82 иены за долл.). Вместе с тем имеет место стремление Токио к сокращению этих расходов: в декабре 2010 года стороны пришли к соглашению, согласно которому начиная с 2011 финансового года Япония продолжит выполнять свои финансовые обязательства по базам в течение следующих пяти лет на текущем уровне. При этом США согласились на постепенное сокращение численности японского персонала баз, а также на снижение японской доли расходов на жизнеобеспечение баз с 76 до 72%.
7 февраля 2023 года США запросили у Японии разрешения на размещение на ее территории гиперзвуковых ракет класса «поверхность-поверхность» и крылатых ракет «Томагавк» с целью обеспечения баланса сил с Китаем в Азиатско-Тихоокеанском регионе.
Правительство Японии намерено закупить у США до 400 крылатых ракет «Тамогавк», в целях нанесения «ответного удара» по территории вероятного противника. Размещение данных ракет на боевых кораблях морских сил самообороны Японии запланировано на 2026 год.